# Roland Kirsch (Fußballspieler)
Roland Kirsch (* 31. Oktober 1943 in Kaiserslautern; † 4. April 2021 in Speyer) war ein deutscher Fußballspieler, der überwiegend als Außenverteidiger im damaligen WM-System beim SV Alsenborn von 1965 bis 1972 in der zweitklassigen Regionalliga Südwest 174 Ligaspiele mit fünf Toren absolviert hat. Kirsch gewann mit Alsenborn in den Jahren 1968 bis 1970 dreimal in Folge die Meisterschaft und trat deshalb noch in 22 Spielen mit dem SVA in den jeweiligen Bundesligaaufstiegsrunden an.

## SV Alsenborn, 1964 bis 1972
Von den Amateuren des Bundesligisten 1. FC Kaiserslautern, mit denen er in der 1. Amateurliga Südwest angetreten war, wechselte der Verteidiger Roland Kirsch 1964 zum SV Alsenborn. Der 21-jährige Defensivspieler gewann mit seinem neuen Verein überlegen 1964/65 die Meisterschaft in der Amateurliga Südwest und stieg in die Regionalliga Südwest auf. In Alsenborn hatte sich der Kapitän der Weltmeistermannschaft von 1954, Fritz Walter, in seiner neuen Wohnheimat zu einer „betreuenden und beratenden Tätigkeit“ beim heimischen SVA überreden lassen. Im Jahresrhythmus stiegen die Alsenborner auf. Zur Runde 1965/66 kamen mit Erwin Rödler, Willi Herbert und Franz Schmitt drei Neuzugänge zur Mannschaft von Trainer Otto Render. Rödler brachte mit Torhüter Willi Hölz Erfahrung und Routine in den Kader um Spielmacher und Torjäger Lorenz Horr. Kirsch absolvierte alle 30 Ligaspiele (1 Tor) und der Aufsteiger aus Alsenborn belegte mit dem neunten Rang einen Mittelfeldplatz.
Im zweiten Regionalligajahr, 1966/67, belegte man den achten Rang und der Stammverteidiger hatte lediglich in einem von 30 Ligaspielen gefehlt. Zum Spielerkader waren mit Werner Mangold, Torhüter Manfred Krei und Jürgen Schieck drei neue Spieler dazu gekommen. Als im dritten Jahr, 1967/68, mit Josef Sattmann ein schneller Flügelspieler die Offensive verstärkte und der großgewachsene Mittelstürmer Schieck sich mit 31 Treffern die Torjägerkrone im Südwesten eroberte, gelang dem Team vom Stadion an der Kinderlehre der Meisterschaftsgewinn. In der Aufstiegsrunde wurde die Dorfmannschaft hinter Hertha BSC und Rot-Weiss Essen mit 8:8 Punkten Dritter. Kirsch hatte alle acht Aufstiegsrundenspiele gegen Hertha BSC, Rot-Weiss Essen, SC Göttingen 05 und den FC Bayern Hof absolviert. Die Zweikämpfe gegen Stürmer mit der Qualität eines Willi Lippens, Helmut Littek, Herbert Weinberg, Dieter Krafczyk, Werner Ipta, Siegfried Stark, Wolfgang Breuer und Heiner Klose waren dabei Herausforderungen der besonderen Art. Von Seiten des Zuschauerzuspruchs ragten die Heimspiele gegen die Hertha vor 36.000 beziehungsweise Essen vor 40.000 Zuschauern im Südweststadion in Ludwigshafen heraus. Den Höhepunkt bildete das Schlussspiel am 23. Juni 1968 gegen den Aufsteiger Hertha BSC (1:1) vor 78.000 Zuschauern im Berliner Olympiastadion. Die Alsenborner Defensive mit Torhüter Manfred Krei, dem Verteidigerpaar Kirsch und Fritz Fuchs, sowie der Läuferreihe mit Erwin Rödler, Klaus Schmidt und Wolfgang Röhring konnte der Hertha insbesondere in Verbindung mit den Halbstürmern Lorenz Horr und Franz Schmitt Paroli bieten.
Vor der Saison 1968/69 hatte Alsenborn den Verlust von Torjäger Schieck zu verkraften, begegnete dieser Personalie mit der Verpflichtung von Talenten aus dem Amateurlager wie Werner Adler, Manfred Lenz, Franz Schwarzwälder, Erwin Schwehm, Matthias Volk und Alban Wüst. Sportlich wurde die Situation gut gemeistert, Kapitän Horr erzielte in 29 Ligaspielen 24 Tore und Kirsch war in 28 Ligaspielen (1 Tor) wie gewohnt, eine zuverlässige Konstante in der Verteidigung. Tragisch war aber der Unfalltod von Trainer Render im April 1969. Horr und Stopper Klaus Schmidt leiteten in den nachfolgenden Wochen interim das Training und Alsenborn zog als Südwesttitelverteidiger zum zweiten Mal in die Aufstiegsrunde ein. Hier scheiterte man mit einem Punkt Rückstand zu Rot-Weiß Oberhausen und dem Freiburger FC knapp am Einzug in die Bundesliga. Die 0:3-Auswärtsniederlage am letzten Spieltag der Alsenborner, am 22. Juni, gegen den Berliner Vertreter Hertha Zehlendorf war mitentscheidend, für den Punktrückstand gegen Oberhausen und Freiburg. War das Fehlen von Spielmacher und Torschütze Lorenz Horr noch beim 2:0-Heimerfolg am 18. Juni erfolgreich kompensiert worden, in Berlin wurde er dagegen spürbar im Duell gegen Helmut Faeder und Kollegen vermisst. Kirsch hatte in zwei Aufstiegsrunden alle 16 Spiele absolviert.
Den dritten Südwesttitel gewann Kirsch 1970 mit Alsenborn vor dem FK Pirmasens. Der dritte Meisterschaftserfolg wurde mit Heiner Ueberle als neuem Trainer und Karel Nepomucký als Nachfolger von Spielmacher Horr, der in die Bundesliga zu Hertha BSC gewechselt war, errungen. In dieser Runde schaffte Manfred Lenz mit 24 Ligaspielen und 12 Toren den Durchbruch und auch Reinhard Meier verstärkte den Kader. Verteidiger Kirsch half dem Team in 29 Ligaeinsätzen (1 Tor) zur dritten Meisterschaft. In der dritten Aufstiegsrunde konnte er mit dem SVA nicht ernsthaft gegen Arminia Bielefeld und den Karlsruher SC in das Rennen um den Aufstieg eingreifen.
Persönlich erfuhr der Student für Physik, Mathematik und Sport im März 1970 eine besondere Auszeichnung. Er wurde vom DFB im Länderspiel der Amateurnationalmannschaft in Meppen gegen die Niederlande eingesetzt. Vereinskollege Klaus Schmidt hatte bei den DFB-Amateuren schon 1967 debütiert. Kirsch wurde für Klaus Hommrich eingewechselt und spielte beim 1:1-Remis vor Torhüter Friedhelm Schulte an der Seite von Friedhelm Haebermann, Dieter Mietz und Dieter Zorc. Für den sich durch Schnelligkeit und Elastizität auszeichnenden Verteidiger aus Alsenborn blieb es aber bei dieser Länderspielberufung.
Eine schwere Knieverletzung mit Meniskusschaden und Kapselriss verhinderte seinen Einsatz in der gesamten Hinrunde 1971/72 und führte dazu, dass der Leistungsträger des SV Alsenborn nach nur noch lediglich vier Einsätzen in der Rückrunde dieser Saison gegen Pirmasens, Südwest Ludwigshafen, Mainz 05 und den FV Speyer, seine höherklassige Laufbahn beenden musste. Während seiner Alsenborner Zeit hatte er das Angebot des Bundesligisten Eintracht Braunschweig abgelehnt, er wollte sein Studium in Heidelberg beenden. Auch dem 1. FC Kaiserslautern und dem 1. FC Saarbrücken gab er in dieser Zeit einen Korb.

## Privates
Roland Kirsch war verheiratet und Vater einer Tochter.
Er unterrichtete von 1974 bis 2008 am Gymnasium am Kaiserdom in Speyer die Fächer Mathematik, Physik und Sport. Der Naturliebhaber war bis 2019 BUND-Regionalbeauftragter Pfalz.